# حارة عبد الله بن مسعود (صنعاء)
حارة عبد الله بن مسعود هي إحدى حارات حي معين بمديرية معين إحد مديريات العاصمة اليمنية صنعاء، بلغ تعداد سكانها 4476 نسمة حسب تعداد اليمن لعام 2004.